# Vietnamsyndromet
Vietnamsyndromet, engelska Vietnam Syndrome, är ett i första hand amerikanskt begrepp som har använts i den politiska debatten för att beskriva Vietnamkrigets påverkan på den egna självbilden samt på den inhemska debatten om USA:s utrikespolitik och de väpnade styrkornas förmåga, efter att kriget avslutades med Sydvietnams fall 1975. 
Efter USA:s makalösa framgång i Gulfkriget 1991 ansågs Vietnamsyndromet i breda lager vara brutet.